# Circus maillardi
El aguilucho lagunero de Reunión (Circus maillardi) es una especie de ave accipitriforme de la familia Accipitridae. Actualmente únicamente se encuentra en la isla de Reunión en el océano Índico, donde se le conoce localmente como papangue o pied jaune, aunque se han encontrado registros fósiles de esta especie en la isla de Mauricio. El aguilucho lagunero malgache (C. macrosceles) de Madagascar y las Comoras anteriormente se consideraba una subespecie de esta, pero ahora se considera una especie separada. 

## Taxonomía

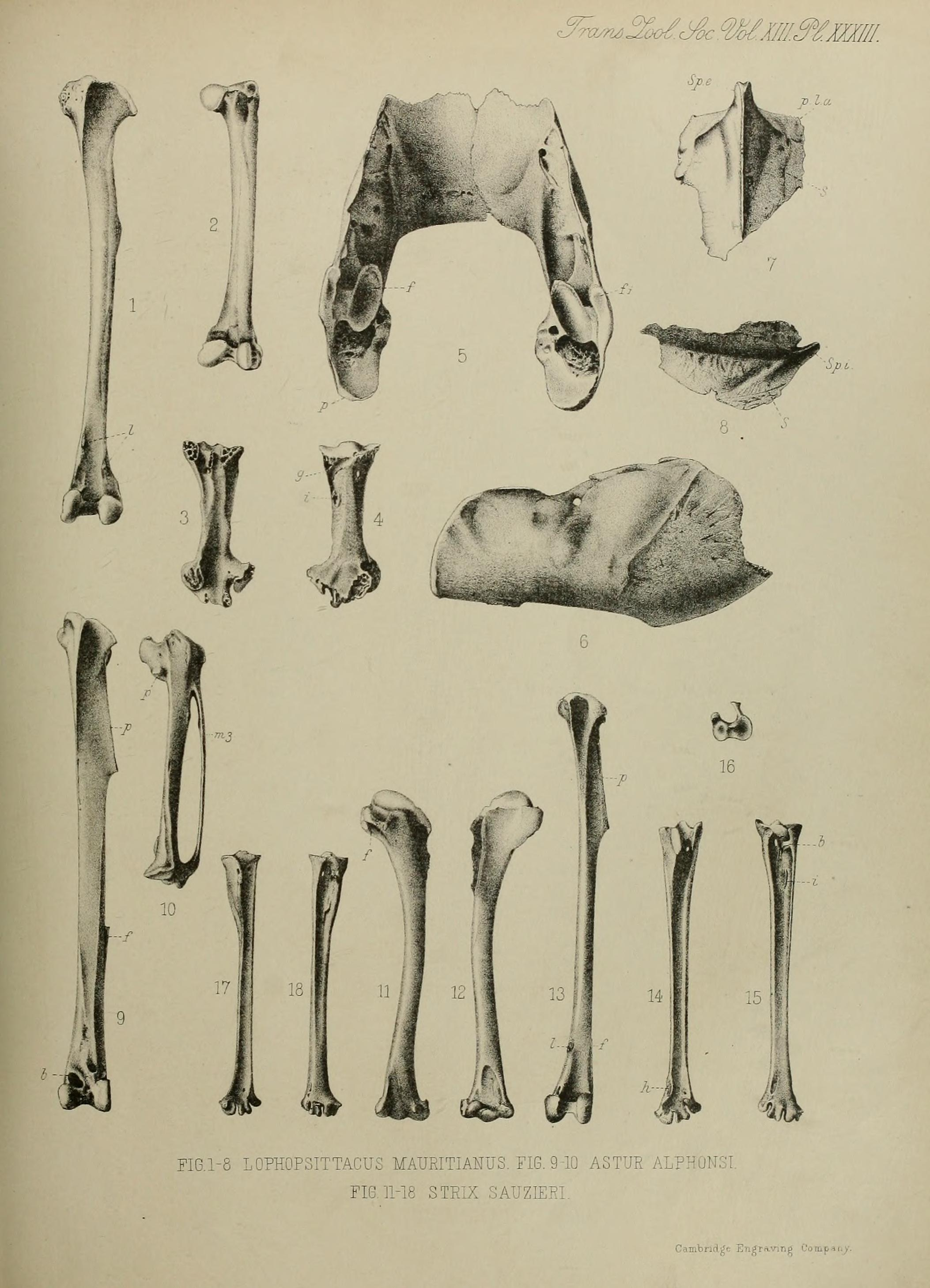
Restos subfósiles de un aguilucho lagunero malgache 9-10 y otras aves de Mauricio

La especie fue descrita en 1862 por Jules Verreaux. La nombró en honor a Louis Maillard, un botánico e ingeniero francés que mencionó el ave en un libro sobre la isla.
En 1893 Alfred Newton y Hans Gadow describen un tarsometatarso, tibias y metacarpianos de un halcón que fue llamado Astur alphonsi (posteriormente renombrado Accipiter alphonsi y Circus alphonsi) de Mauricio. En 1958 James Greenway consideró este taxón como conespecífico con el aguilucho pío. Un examen posterior de los huesos llegó a la conclusión de que Astur alphonsi es en realidad idéntico a Circus maillardi, que anteriormente residió en Mauricio pero fue extirpado de la isla.

## Ecología
Típicamente se encuentra en tierras boscosas altas, de entre 300 y 700 m sobre el nivel del mar. También visita las plantaciones de caña y pastizales. Hoy en día su dieta incluye muchos mamíferos introducidos (ratas, ratones y tenrecs) pero originalmente se alimentaban principalmente de otras aves e insectos. Tiene una serie de adaptaciones inusuales entre los aguiluchos: anchas alas redondeadas para cazar entre los árboles, tarso corto y largas garras, que son comunes entre las aves rapaces que se alimentan de otras aves. Se reproduce entre enero y mayo y pone dos o tres huevos blancos en un nido en el suelo.

## Estatus y conservación
En 2011 tenía una población estimada de al menos 564 aves, incluyendo cerca de 150 parejas reproductoras. Ha sido evaluada como en peligro de extinción por BirdLife International y esta se ve amenazada por la destrucción y alteración de su hábitat y por la caza furtiva, la persecución deliberada y el envenenamiento accidental con rodenticidas. Fue declarada especie protegida en 1966 y su número se mantuvo estable o en aumento hasta 2000–2010 cuando su población pareció disminuir.